# İlham Əliyev
Ilham Hejdar oglji Alijev (azerski: İlham Heydər oğlu Əliyev, ruski: Ильхам Гейдар оглы Алиев) (Baku, 24. prosinca 1961.) azerbajdžanski je političar i predsjednik Azerbajdžana od listopada 2003 godine. Na čelu je Stranke Novi Azerbajdžan i Azerbajdžanskog olimpijskog odbora. Sin je Hejdara Alijeva, predsjednika Azerbajdžana od 1993. do 2003. godine.
Alijev je rođen u Bakuu. Na Moskovsko državno sveučilište međunarodnih odnosa upisao se 1977., a 1982. na istom sveučilištu nastavio je obrazovanje kao postdiplomski student. Doktorat iz povijesti obranio je 1985., a od 1985. do 1990. predavao je na istome sveučilištu. Supruga mu je Mehriban Alijeva.